# Dolichoderus angusticornis
Dolichoderus angusticornis é uma espécie de formiga do gênero Dolichoderus.